# Liste der Auslandsvertretungen Vietnams

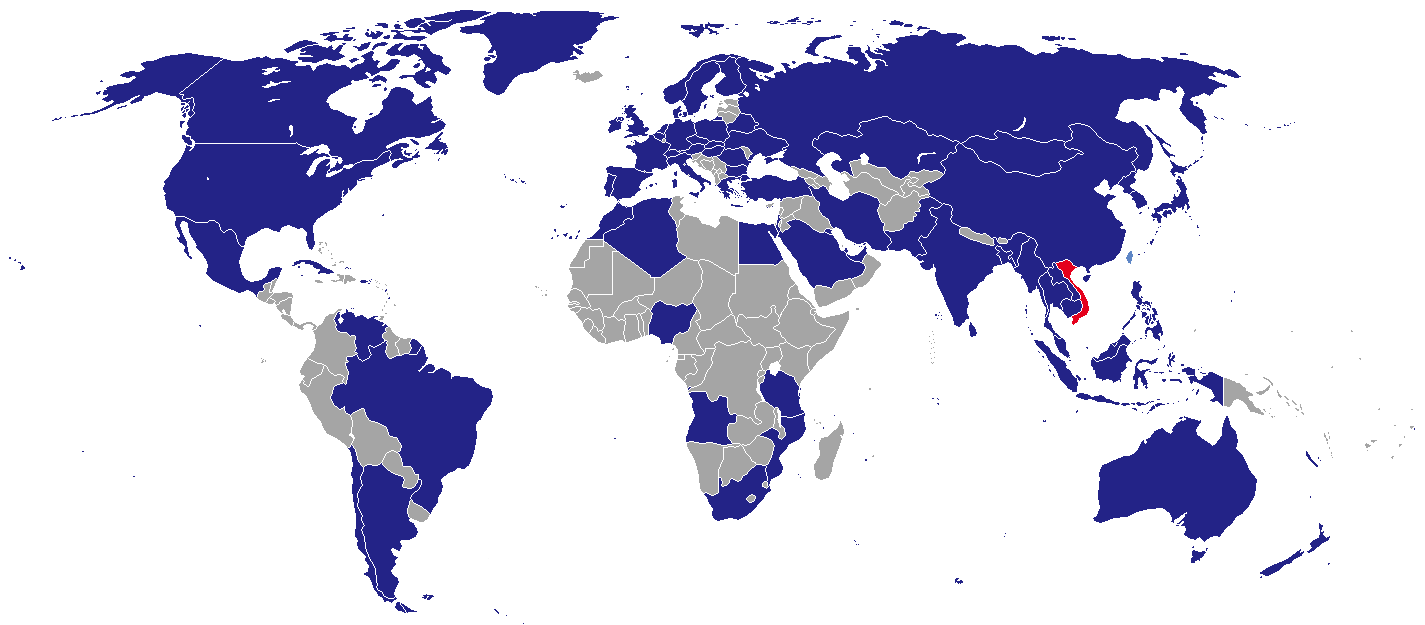
Standorte der diplomatischen Vertretungen Vietnams

Dies ist eine Liste der diplomatischen und konsularischen Vertretungen Vietnams.

## Diplomatische und konsularische Vertretungen

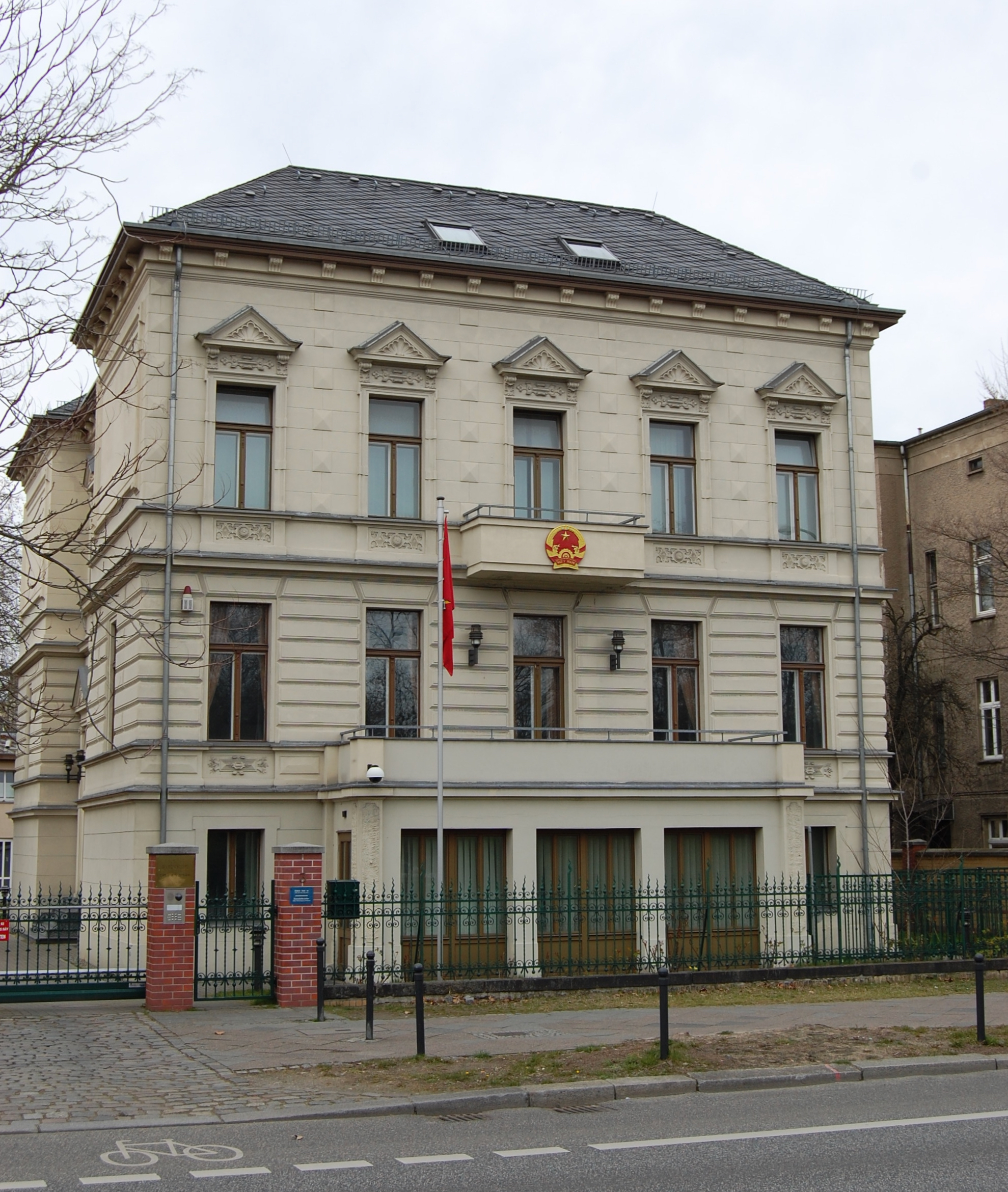
Vietnamesische Botschaft in Berlin

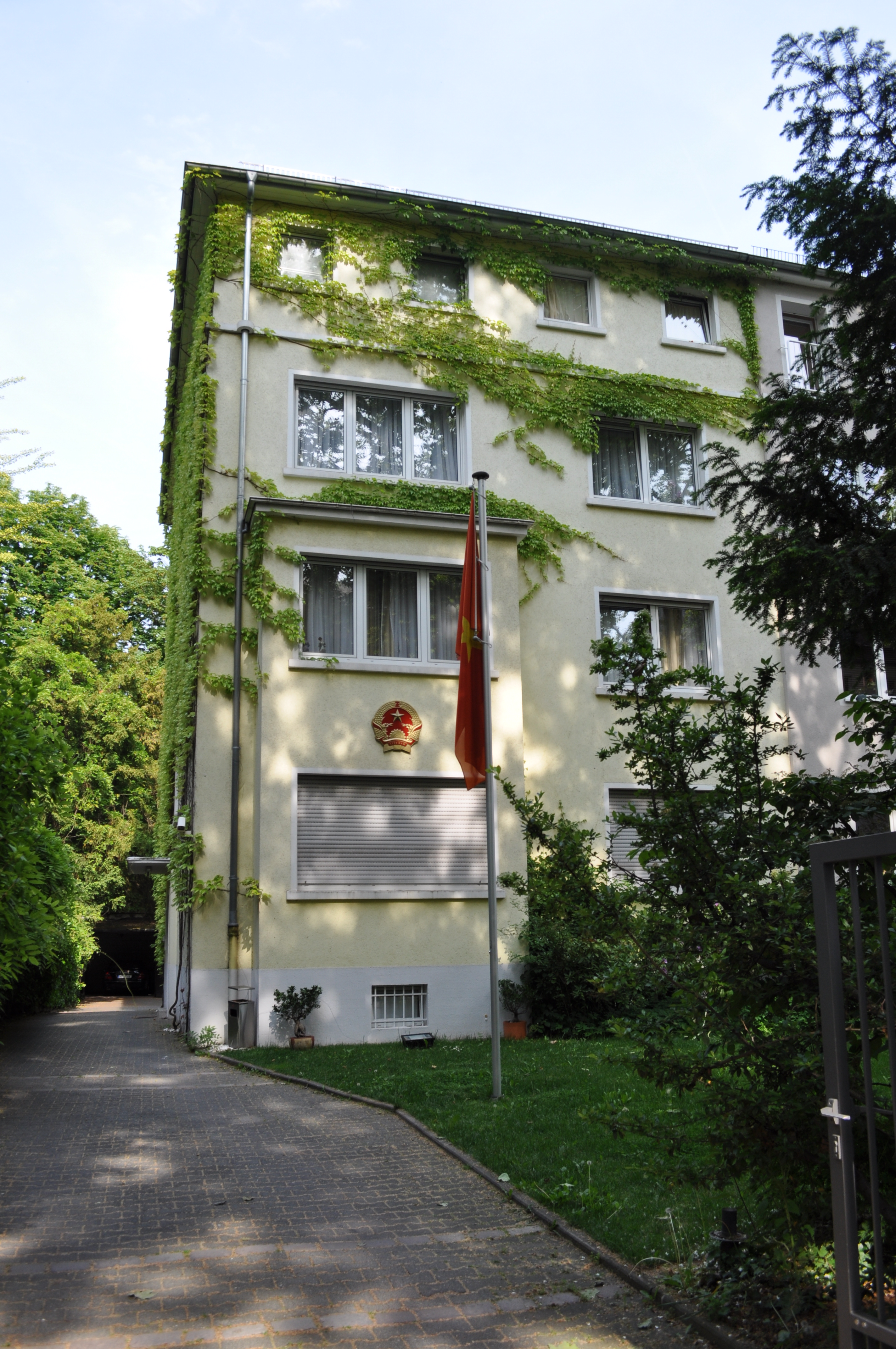
Vietnamesisches Generalkonsulat in Frankfurt am Main

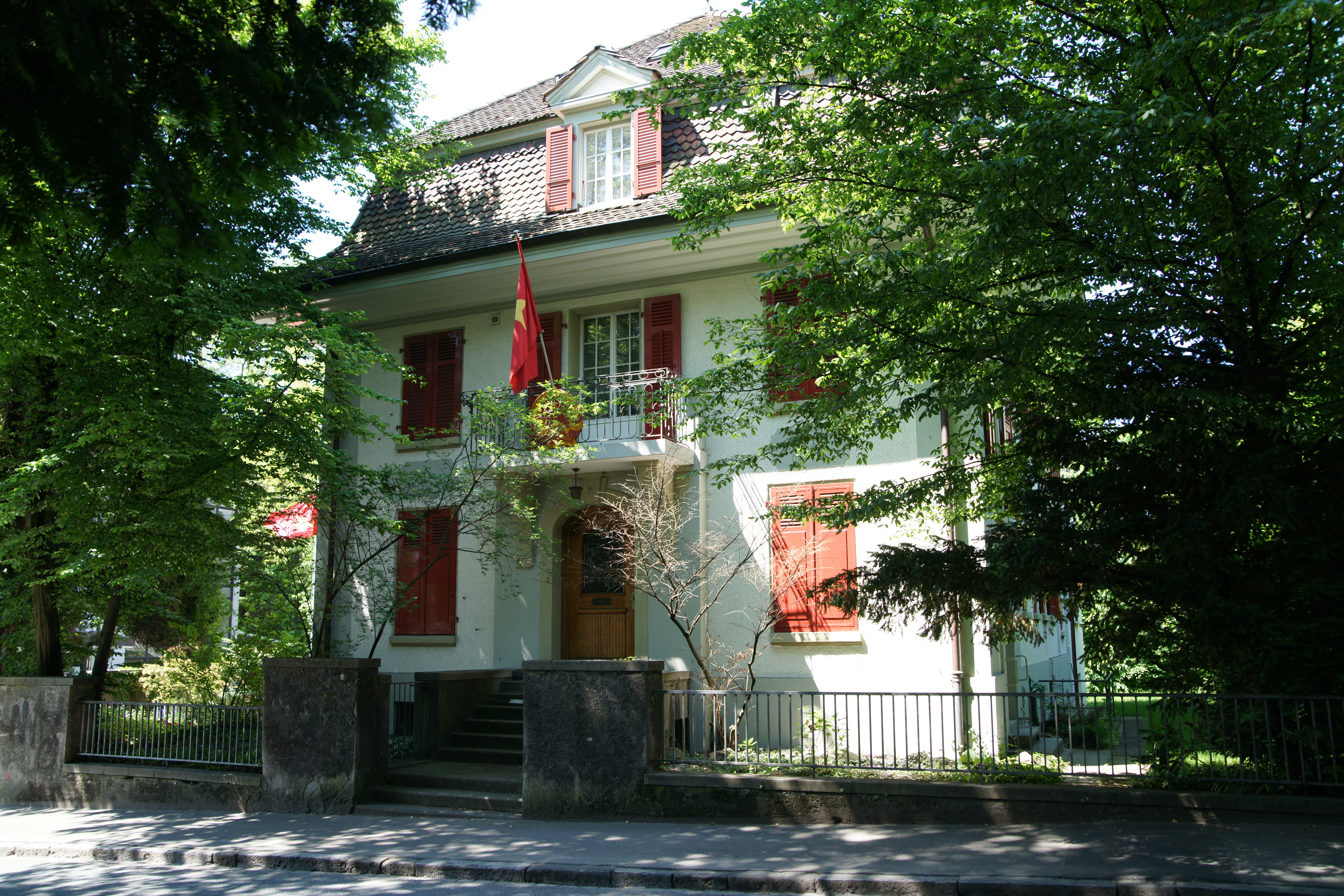
Vietnamesische Botschaft in Bern

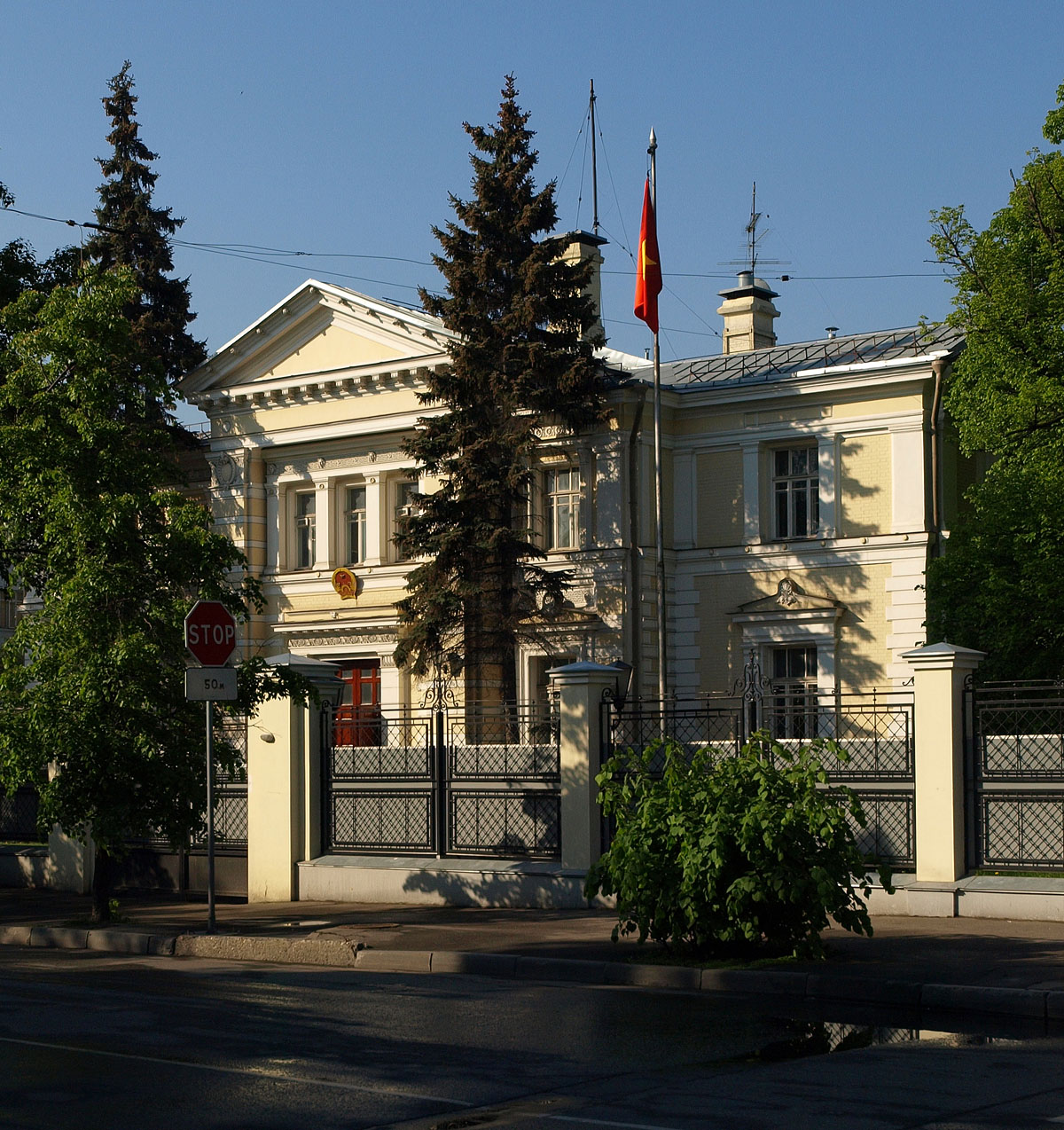
Vietnamesische Botschaft in Moskau

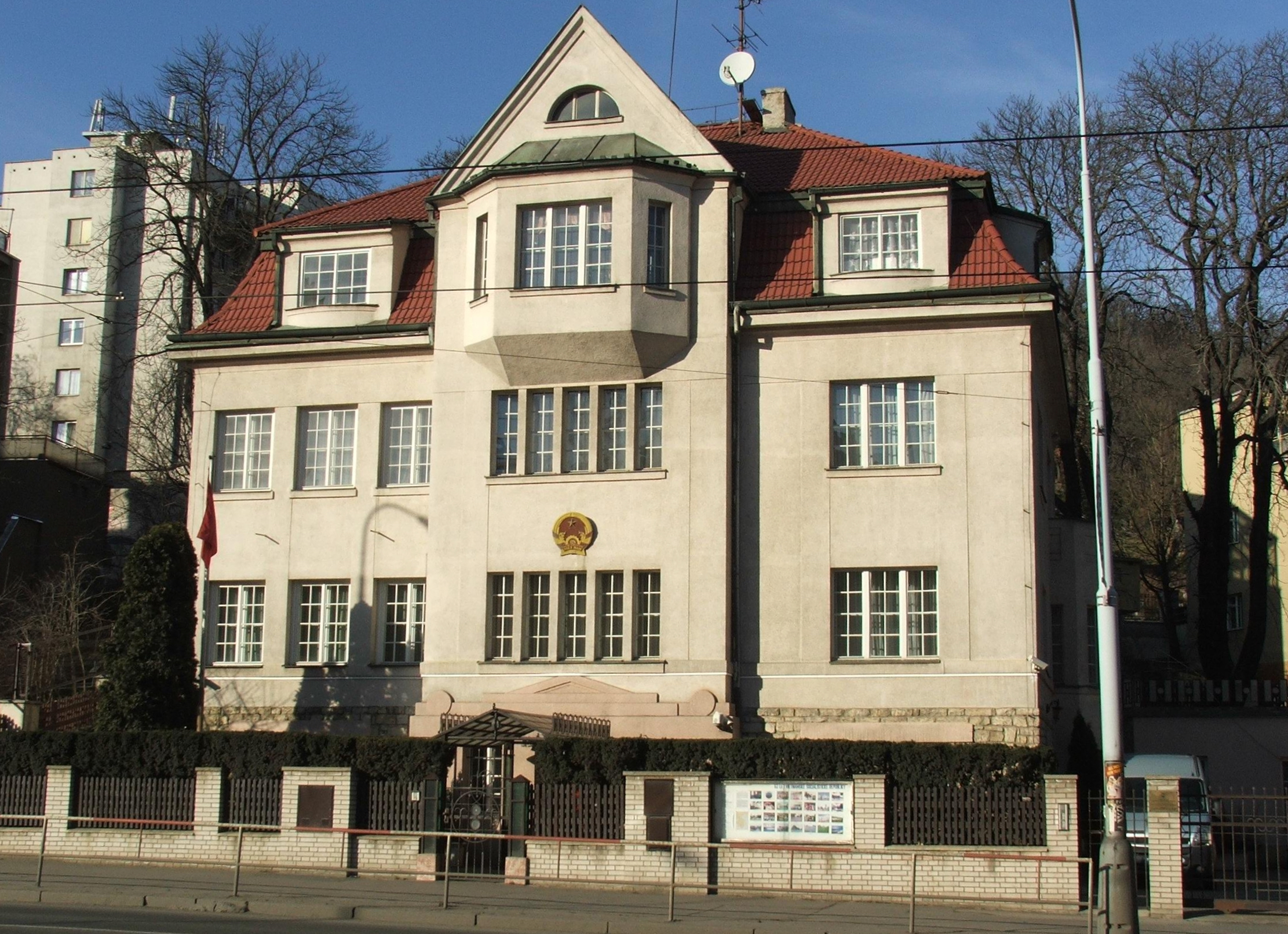
Vietnamesische Botschaft in Prag

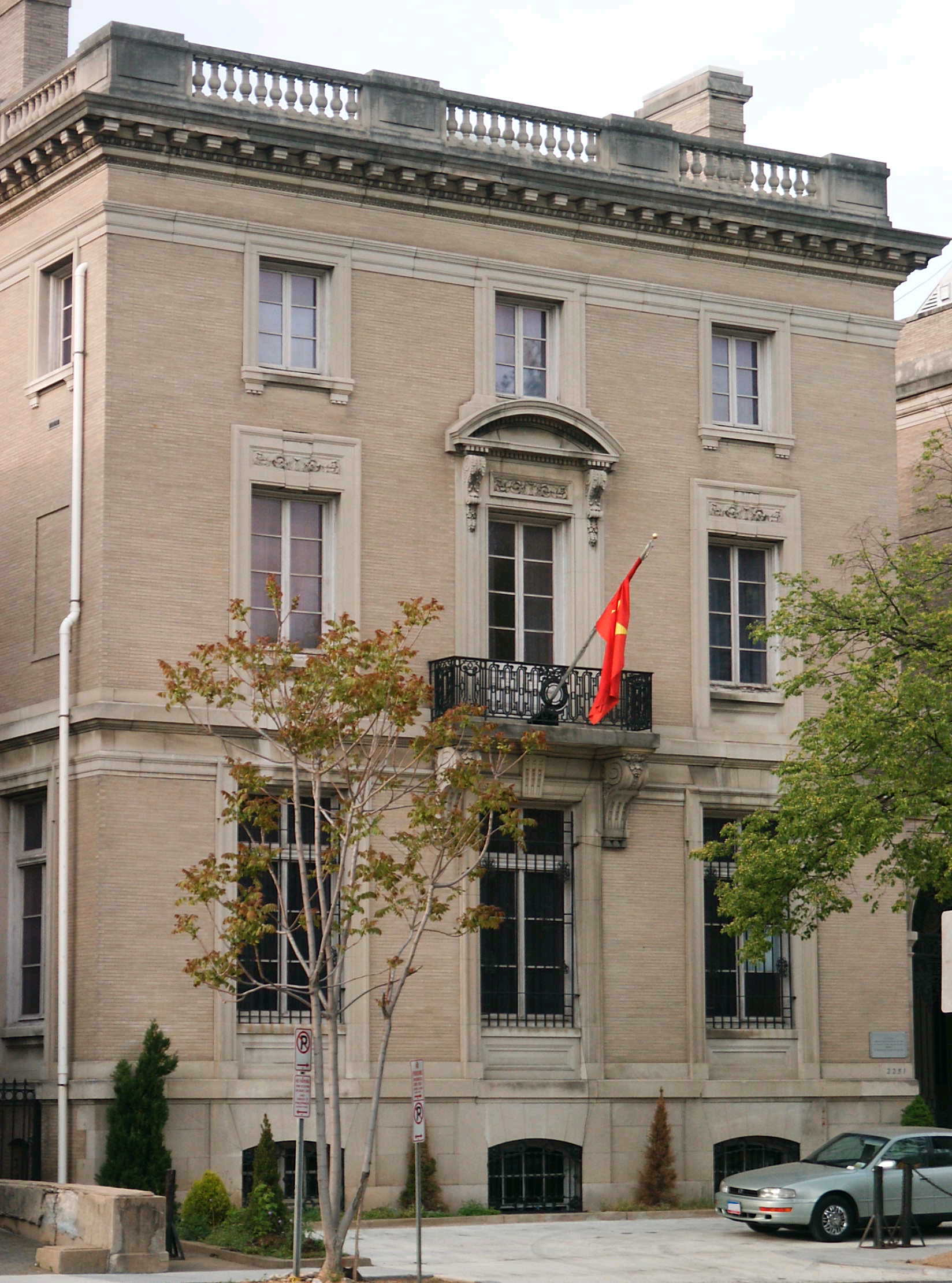
Residenz des Botschafters in Washington, D.C.

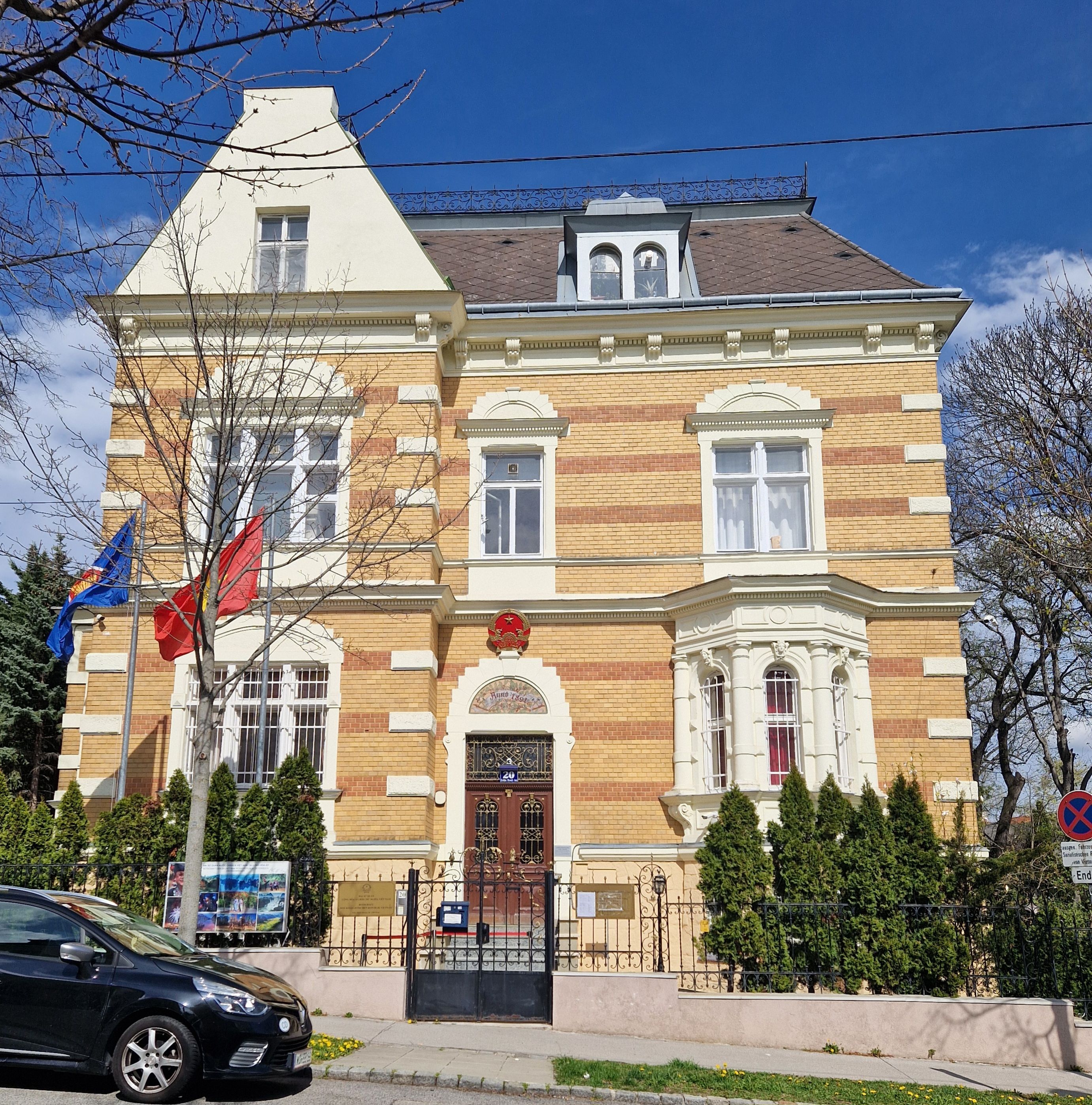
Vietnamesische Botschaft in Wien

### Afrika
| - Ägypten: Kairo, Botschaft - Algerien: Algier, Botschaft - Angola: Luanda, Botschaft - Marokko: Rabat, Botschaft | - Mosambik: Maputo, Botschaft - Nigeria: Abuja, Botschaft - Südafrika: Pretoria, Botschaft - Tansania: Daressalam, Botschaft |

### Asien
| - Bangladesch: Dhaka, Botschaft - Brunei: Bandar Seri Begawan, Botschaft - Volksrepublik China: Peking, Botschaft - Volksrepublik China: Guangzhou, Generalkonsulat - Volksrepublik China: Hongkong, Generalkonsulat - Volksrepublik China: Kunming, Generalkonsulat - Volksrepublik China: Nanning, Generalkonsulat - Volksrepublik China: Shanghai, Generalkonsulat - Indien: Neu-Delhi, Botschaft - Indien: Mumbai, Generalkonsulat - Indonesien: Jakarta, Botschaft - Iran: Teheran, Botschaft - Israel: Tel Aviv, Botschaft - Japan: Tokio, Botschaft - Japan: Osaka, Generalkonsulat - Japan: Fukuoka, Generalkonsulat - Kasachstan: Astana, Botschaft - Katar: Doha, Botschaft - Kambodscha: Phnom Penh, Botschaft - Kambodscha: Battambang, Generalkonsulat | - Kambodscha: Sihanoukville, Generalkonsulat - Kuwait: Kuwait, Botschaft - Laos: Vientiane, Botschaft - Laos: Pakse, Generalkonsulat - Laos: Savannakhet, Generalkonsulat - Laos: Luang Prabang, Generalkonsulat - Malaysia: Kuala Lumpur, Botschaft - Mongolei: Ulaanbaatar, Botschaft - Myanmar: Rangun, Botschaft - Nordkorea: Pjöngjang, Botschaft - Pakistan: Islamabad, Botschaft - Philippinen: Manila, Botschaft - Saudi-Arabien: Riad, Botschaft - Singapur: Singapur, Botschaft - Sri Lanka: Colombo, Botschaft - Südkorea: Seoul, Botschaft - Taiwan: Taipei, Handelsbüro - Thailand: Bangkok, Botschaft - Thailand: Khon Kaen, Generalkonsulat - Vereinigte Arabische Emirate: Abu Dhabi, Botschaft |

### Australien und Ozeanien
| - Australien: Canberra, Botschaft - Australien: Perth, Generalkonsulat | - Australien: Sydney, Generalkonsulat - Neuseeland: Wellington, Botschaft |

### Europa
| - Belgien: Brüssel, Botschaft - Bulgarien: Sofia, Botschaft - Dänemark: Kopenhagen, Botschaft - Deutschland: Berlin, Botschaft - Deutschland: Frankfurt, Generalkonsulat - Finnland: Helsinki, Botschaft - Frankreich: Paris, Botschaft - Griechenland: Athen, Botschaft - Italien: Rom, Botschaft - Niederlande: Den Haag, Botschaft - Norwegen: Oslo, Botschaft - Österreich: Wien, Botschaft - Polen: Warschau, Botschaft - Rumänien: Bukarest, Botschaft | - Russland: Moskau, Botschaft - Russland: Jekaterinburg, Generalkonsulat - Russland: Wladiwostok, Generalkonsulat - Schweden: Stockholm, Botschaft - Schweiz: Bern, Botschaft - Slowakei: Bratislava, Botschaft - Spanien: Madrid, Botschaft - Tschechien: Prag, Botschaft - Türkei: Ankara, Botschaft - Ukraine: Kiew, Botschaft - Ungarn: Budapest, Botschaft - Vereinigtes Königreich: London, Botschaft - Belarus: Minsk, Botschaft |

### Nordamerika
| - Kanada: Ottawa, Botschaft - Kanada: Vancouver, Generalkonsulat - Kuba: Havanna, Botschaft - Mexiko: Mexiko-Stadt, Botschaft | - Vereinigte Staaten: Washington, D.C., Botschaft - Vereinigte Staaten: Houston, Generalkonsulat - Vereinigte Staaten: New York, Generalkonsulat - Vereinigte Staaten: San Francisco, Generalkonsulat |

### Südamerika
| - Argentinien: Buenos Aires, Botschaft - Brasilien: Brasília, Botschaft | - Chile: Santiago de Chile, Botschaft - Venezuela: Caracas, Botschaft |

## Vertretungen bei internationalen Organisationen
- ASEAN: Jakarta, Ständige Vertretung
- Europäische Union: Brüssel, Mission
- Vereinte Nationen: New York, Ständige Vertretung
- Vereinte Nationen: Genf, Ständige Vertretung
- UNESCO: Paris, Ständige Vertretung